# قيصر هاوتزر ذاتية الدفع
قيصر (CAESAR) والمأخوذة أختصاراً من (بالفرنسية: CAmion Équipé d'un Système d'ARtillerie)، (بالإنجليزية: Truck equipped with an artillery system) والتي تعني: (شاحنة مجهزة بنظام مدفعية)، هي مدفعية هاوتزر ذاتية الحركة من عيار 155 مم/52، مثبتة على هيكل شاحنة 6X6. تم تطوير منصة قيصر من قبل صناعات جيات السابقة (التي تعرف الآن باسم نكستر)، وتعمل في جيوش فرنسا، السعودية، إندونيسيا، تايلاند.

## المشغلون

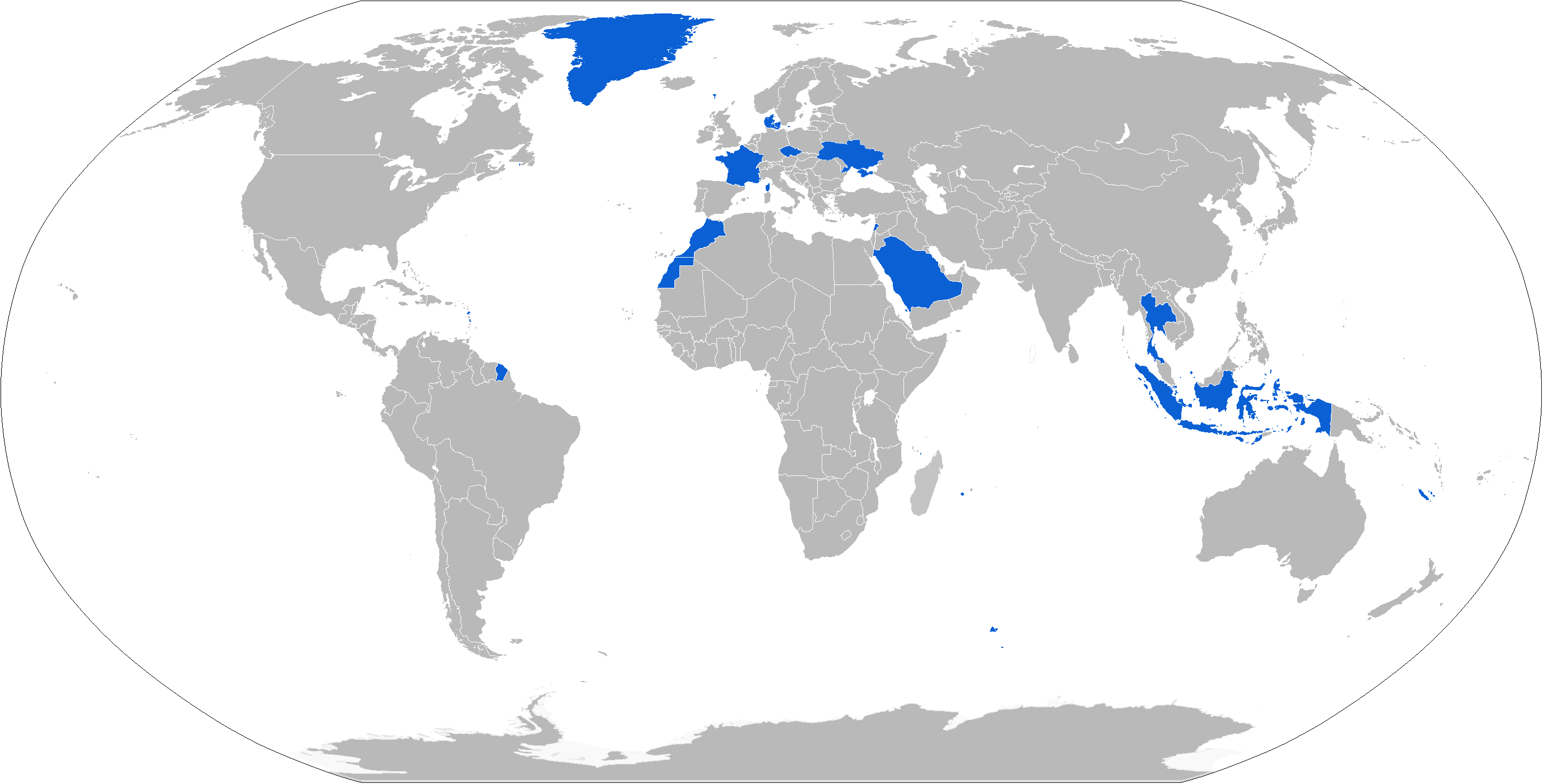
خريطة مشغلي باللون الازرق

### المشغلون الحاليون
- فرنسا: القوات البرية الفرنسية.[3]

- السعودية.[4][5][6]
- إندونيسيا.[7][8]
- لبنان: قبلت فرنسا لتزويد لبنان 28 أنظمة قيصر، بتمويل من منحة المملكة العربية السعودية.[9]
- تايلاند: 6 قيصر يتم تشغيلهم من قبل جيش تايلاند (RTA) .[2][4]

### مشغلون محتملون
- الدنمارك.

## معرض

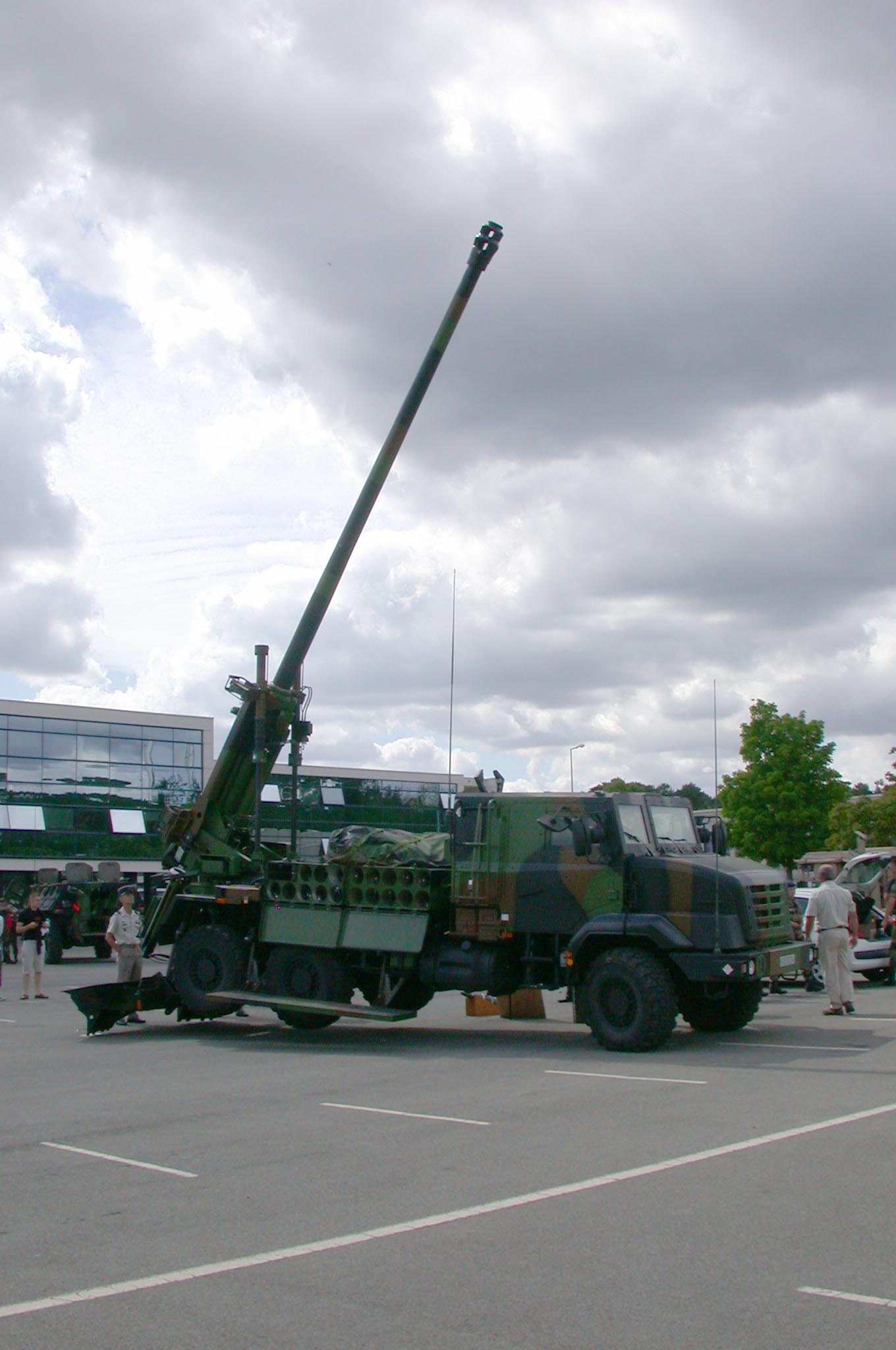
صورة جانبية لمدافع الهاوتزر المنتشرة.
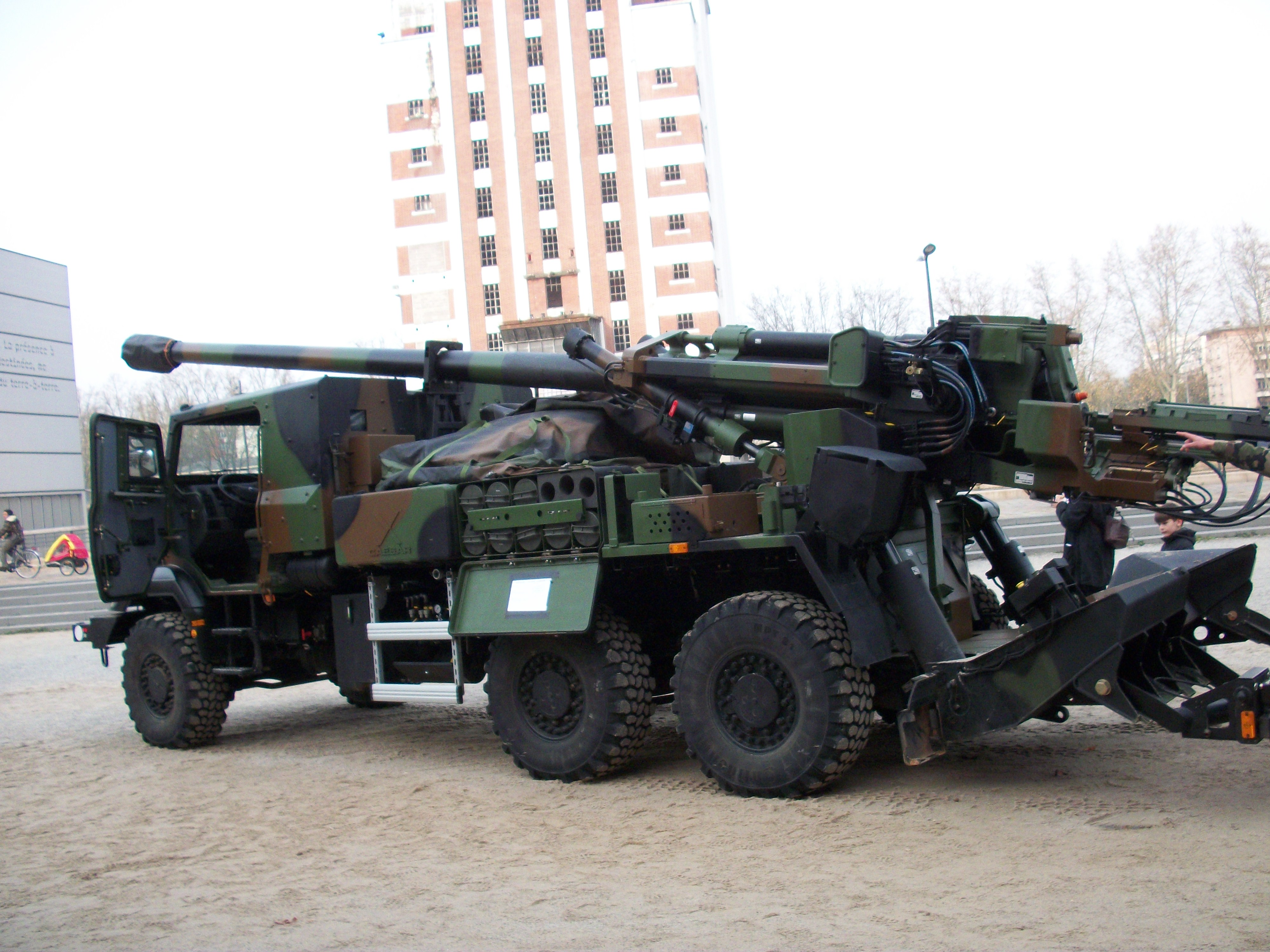
صورة مقربة للنظام.
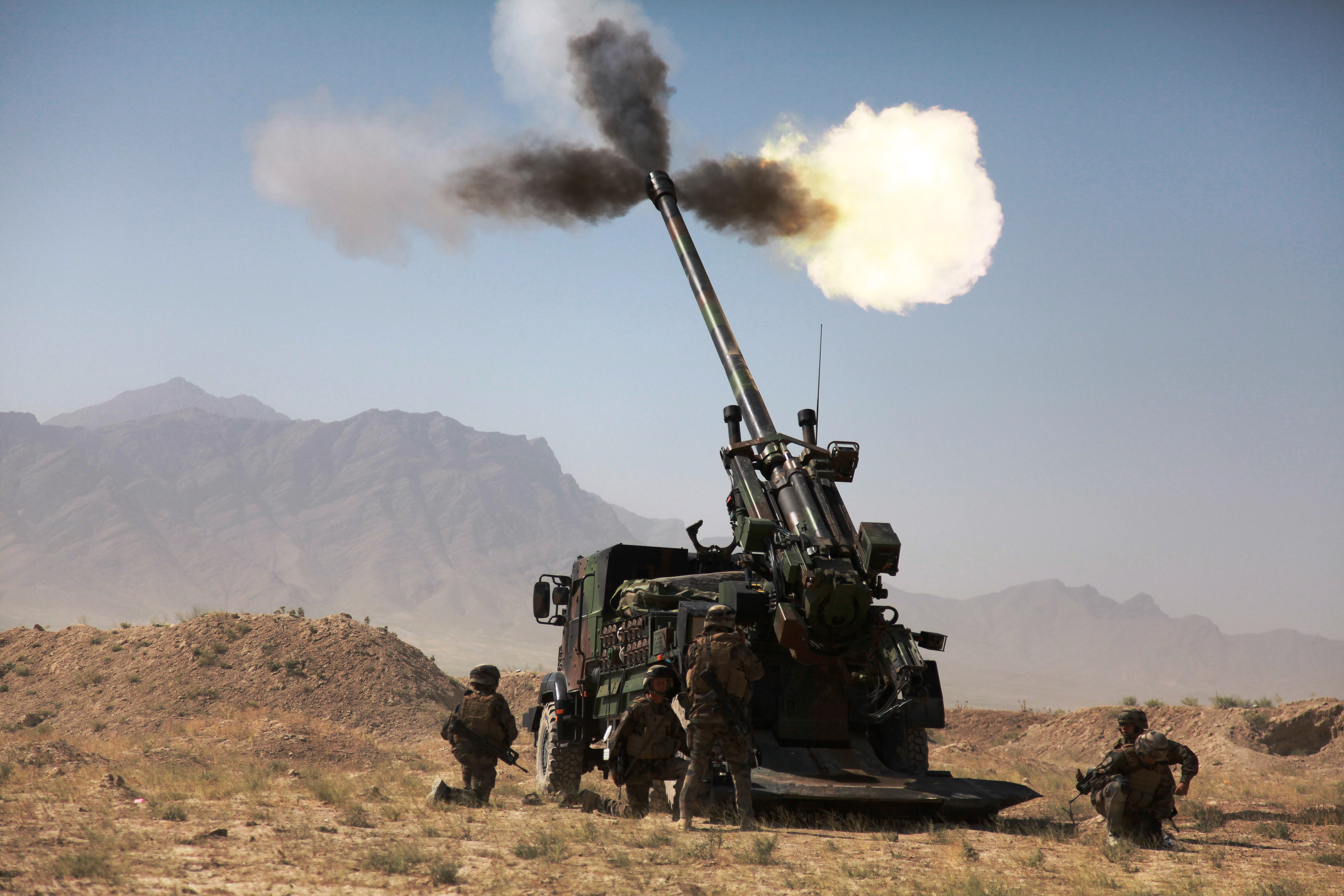
اثناء الأطلاق في أفغانستان ، أغسطس 2009.
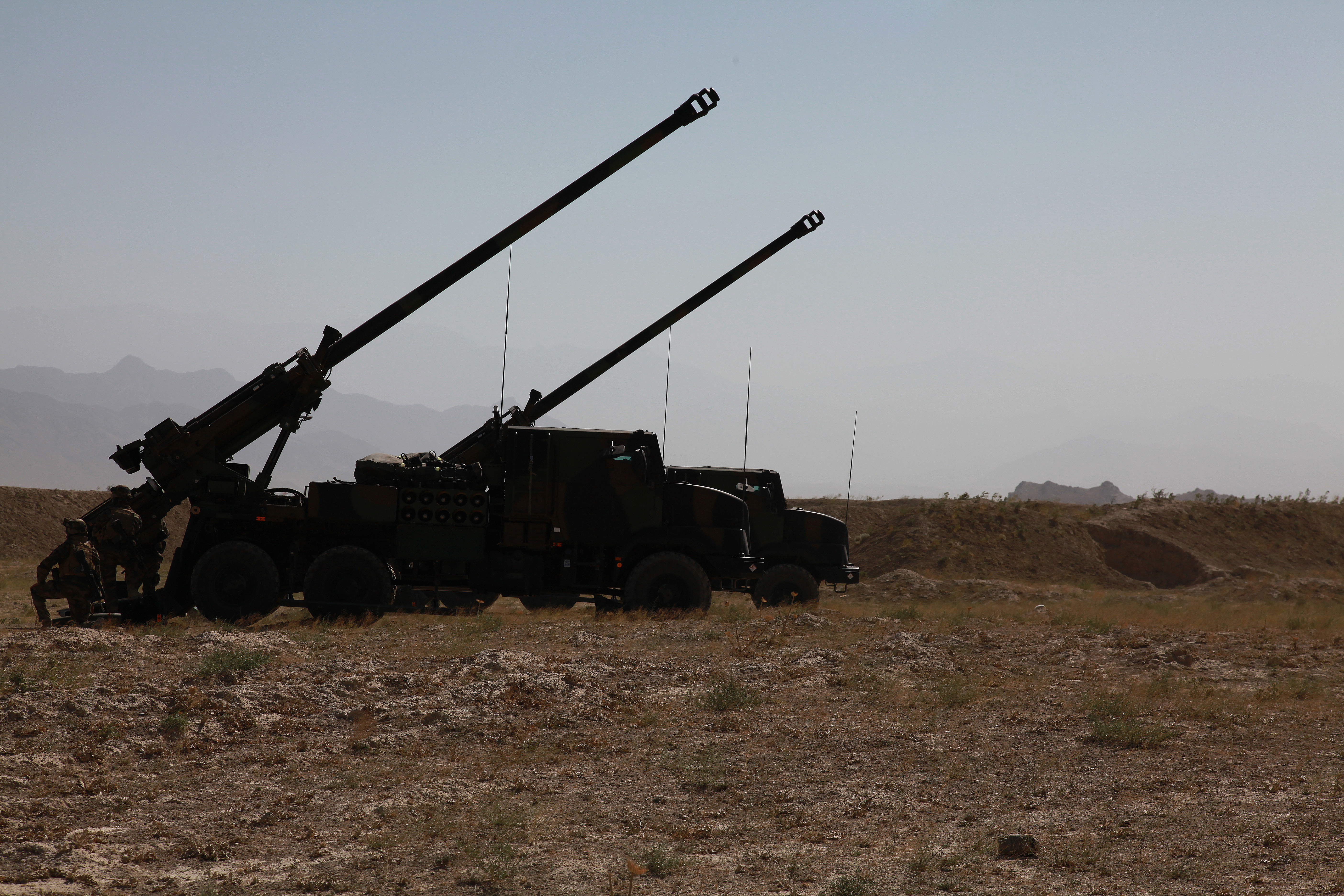
خط مدفع قيصر في أفغانستان ، أغسطس 2009.
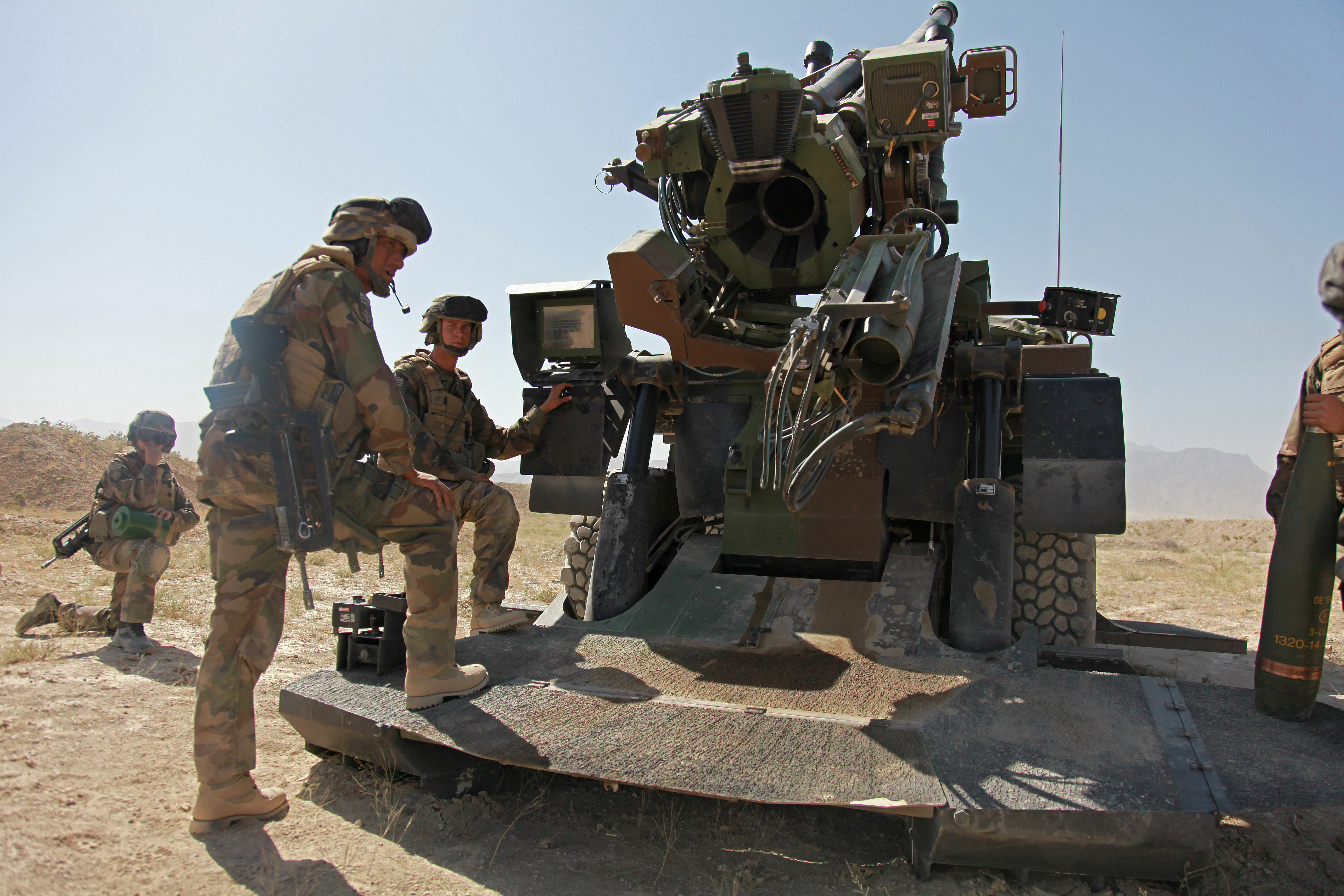
التحضير لحشو المدفع في أفغانستان ، أغسطس 2009.

## وصلات خارجية
- (بالإنجليزية) Caesar Renault Sherpa 5 Nexter wheeled self-propelled howitzer نسخة محفوظة 31 مارس 2020 على موقع واي باك مشين.
- (بالإنجليزية) Caesar 155mm Artillery System, France
- (بالإنجليزية) CAESAR page at Janes.com
- (بالفرنسية) CAESAR description by Nexter Systems